# Wadsworth (Ohio)
Wadsworth és una població dels Estats Units a l'estat d'Ohio. Segons el cens del 2008 Estimate tenia 20.810 habitants.

## Demografia
Segons el cens del 2000, Wadsworth tenia 18.437 habitants, 7.276 habitatges, i 5.144 famílies. La densitat de població era de 749,3 habitants per km².
Dels 7.276 habitatges en un 33,9% hi vivien nens de menys de 18 anys, en un 59,5% hi vivien parelles casades, en un 8,3% dones solteres, i en un 29,3% no eren unitats familiars. En el 25,7% dels habitatges hi vivien persones soles el 12,7% de les quals corresponia a persones de 65 anys o més que vivien soles. El nombre mitjà de persones vivint en cada habitatge era de 2,51 i el nombre mitjà de persones que vivien en cada família era de 3,04.
Per edats la població es repartia de la següent manera: un 26,3% tenia menys de 18 anys, un 6,7% entre 18 i 24, un 28,5% entre 25 i 44, un 22,2% de 45 a 60 i un 16,3% 65 anys o més.
L'edat mediana era de 38 anys. Per cada 100 dones de 18 o més anys hi havia 88,8 homes.
La renda mediana per habitatge era de 48.605 $ i la renda mediana per família de 58.850 $. Els homes tenien una renda mediana de 41.626 $ mentre que les dones 25.805 $. La renda per capita de la població era de 22.859 $. Aproximadament el 4,2% de les famílies i el 5,4% de la població estaven per davall del llindar de pobresa.

## Poblacions més properes
El següent diagrama mostra les poblacions més properes.